# Adetus salvadorensis
Adetus salvadorensis är en skalbaggsart som beskrevs av Franz 1954. Adetus salvadorensis ingår i släktet Adetus och familjen långhorningar.
Artens utbredningsområde är:
- El Salvador.
- Honduras.
- Panama.

Inga underarter finns listade i Catalogue of Life.